# 섹스 드라이브
《섹스 드라이브》(영어: Sex Drive)는 2008년 공개된 미국의 로드 코미디 영화이다.

## 줄거리
일리노이주 바틀릿에 살며 고등학교를 막 졸업한 18살 이언은 온라인에서 알게 된 한 여자애를 만나기 위해 형 렉스의 1969 폰티액 GTO 저지를 몰래 훔쳐 타고 절친 랜스, 펄리샤와 테네시주 녹스빌로 향한다. 

## 출연
- 조시 저커먼 - 이언 래퍼티 역
- 어맨다 크루 - 펄리샤 앨파인 역
- 클라크 듀크 - 랜스 네즈빗 역
- 세스 그린 - 이지키얼 역
- 제임스 마즈든 - 렉스 래퍼티 역
- 카트리나 보든 - "테이스티 씨" 역
- 앨리스 그레친 - 메리 역
- 마이클 커들리츠 - 릭 역
- 데이비드 케크너 - 히치하이커 역
- 데이브 셰리든 - 보비 조 역
- 마크 L. 영 - 랜디 역
- 찰리 맥더멋 - 앤디 역
- 콜 피터슨 - 딜런 래퍼티 역
- 앨리슨 와이스먼 - 베카 역
- 앤드리아 앤더스 - 브랜디 역
- 브렛 라이스 - 래퍼티 씨 역
- 브라이언 포세인 - 룸스프링어 파티 직원 역
- 존 로스 바우이 - 테데스코 의사 역
- 카일 개스 - 트럭 운전사 역
- 폴 아웃 보이 - 본인들 역

## 기타 제작진
- 배역: 리사 비치, 엘런 저코비, 세라 캐츠먼
- 미술: 에런 오즈번
- 세트: 제니퍼 M. 젠틸리
- 의상: 크리스틴 M. 버크